# Wedau Klinik
Die Wedau Klinik ist ein mittelgroßes Krankenhaus in Duisburg-Wanheimerort.
Mit einer Kapazität von 565 Betten werden in den spezialisierten Fachabteilungen pro Jahr etwa 18.500 medizinische Fälle behandelt und therapiert.
1977 wurde der Krankenhauskomplex als Städtisches Klinikum am Kalkweg auf der „grünen Wiese“ gebaut. Im Jahr 2007 übernahmen die Sana Kliniken zunächst eine 49-Prozent-Beteiligung, die sie 2015 auf 99 % erhöhten.